# Euphorbia leucochlamys
Euphorbia leucochlamys är en törelväxtart som beskrevs av Emilio Chiovenda. Euphorbia leucochlamys ingår i släktet törlar, och familjen törelväxter. Inga underarter finns listade i Catalogue of Life.